# Лесная (полигон ТБО)
Полигон ТБО «Лесная» — полигон твёрдых бытовых отходов на территории Серпуховского района Московской области, вблизи города Серпухов. Площадь — 0,43 км². Окончательно закрыт в декабре 2020 года, в настоящее время принимается решение о его рекультивации

## История
Свалка была образована в 1960-х годах. Эксплуатировалась серпуховской организацией «Спецавтохозяйство», как свалка городского мусора. В 1995 году начались работы по дегазации. В 2001 году экологическая полиция по многочисленным обращениям граждан провела экспертизу полигона и установила, что фильтрат от захораниваемых отходов уже проник в подземные воды, отравил водную скважину в районе бумажной фабрики, вызвал вспышку гепатита. В итоге «Лесная» была фактически брошена администрацией Серпухова, о рекультивации вопрос не поднимался.
В 2002 году на закрытом полигоне произошло крупное возгорание; город Серпухов, расположенный на расстоянии 1 км от полигона был окутан зловонным дымом. Полигон был потушен за счёт покрытия слоем глины толщиной 0,5 м.
В 2010 году, заброшенный полигон рядом с микрорайоном Лесная «ожил». Между администрацией Серпуховского муниципального района и компанией ООО «Скайвэй» было подписано соглашение о дозагрузке полигона с его дальнейшей рекультивацей в 2014 году. Компании были предоставлены дополнительные участки земли для складирования грунтов, необходимых для пересыпки отходов. Полигон принимал отходы только из Серпухова и Серпуховского района (не более 45000 тонн в год).
В 2013 году губернатор Московской области Андрей Юрьевич Воробьёв обратился в письме к президенту Российской Федерации Владимиру Владимировичу Путину с просьбой оказать содействие в закрытии ряда полигонов ТБО, исчерпавших себя[прояснить] и не отвечающих экологическим требованиям, в числе которых значился и полигон ТБО «Лесная».
В ответ на данное письмо в 2013 году были разработаны поручения президента РФ № Пр-804 от 10 апреля 2013 года и правительства РФ № АД-П9-2446 от 15 апреля 2013 года. Согласно им, полигон должен был быть закрыт и рекультивирован. В феврале 2014 года Минэкологии области сообщало о закрытии свалки «Лесная» в связи с заполнением и исчерпанием проектной мощности. Но уже спустя год, соответствии с «Территориальной схемой обращения с отходами, в том числе твёрдыми коммунальными отходами, Московской области» утверждённой постановлением Правительства Московской области от 22.12.2016 № 984/47, полигону было предписано принимать до 600 тысяч тонн отходов в год. В связи с этим, по просьбе губернатора Московской области Андрея Юрьевича Воробьёва поручением президента РФ № Пр-1305 от 07 июля 2017 года полигон был исключён из списка подлежащих закрытию.
В 2017 году компания, эксплуатирующая полигон, была оштрафована в связи с его ненадлежащим состоянием. В том же году в официальном письме на имя руководителя Серпуховского района, министром экологии, Коганом Александром Борисовичем, был обозначен ориентировочный срок эксплуатации полигона при мощности 300 тысяч тонн/год в 14,5 лет.
14 апреля 2018 года в Серпуховском районе прошла 5-тысячная акция протеста с требованием к губернатору Московской области о закрытии полигона и его рекультивации.
В апреле 2018 года Арбитражный суд удовлетворил иск администрации Серпуховского района о закрытии полигона. Вскоре после этого глава Серпуховского района Александр Шестун был арестован. Обновлённой администрацией муниципалитета апелляция была проиграна, в результате чего свалка возобновила работу. В августе 2018 года, в рамках предвыборной кампании, главой Серпуховского района Игорь Ермаков было заявлено, что полигон будет закрыт в 2019 году. Осенью 2018 года было выделено полмиллиарда рублей на строительство новой подъездной дороги к полигону, в 2019 году она была введена в эксплуатацию.
На начало 2020 года на полигоне была установлена система дегазации (два факела). Оба не соответствуют нормам экологического законодательства России.
В январе 2020 года губернатор Подмосковья заявил о закрытии полигона до конца 2020 года.